# Doxygen
Doxygen je univerzální nástroj pro tvorbu dokumentace ze zdrojového kódu pro C, C++, Java, Objective-C, Python, IDL, a dále rozšířen pro PHP, C# a D.
Je multiplatformní: lze ho používat pod Unixovými systémy, taktéž i pod Windows a Mac OS X.
Pro výstup lze vybrat z mnoha formátů: HTML, Latex, RTF, XML, PDF, PostScript, …
Obsahem generované dokumentace je pak popis jednotlivých skriptů, funkcí, tříd a proměnných, spolu s jejich vlastnostmi a parametry.
Volitelně pak lze například graficky zobrazovat závislosti mezi jednotlivými moduly či částmi kódu.

## Použití
Doxygen generuje dokumentaci z komentářů, umístěných přímo ve zdrojovém kódu projektu. Ty pak musí dodržovat některý ze stylů podporovaných Doxygenem, například Javadoc:

## Příklad
```
/**

 * The time class represents a moment of time.

 *

 * @author John Doe

 */

class
 
Time
 
{

 

   
/**

    * Constructor that sets the time to a given value.

    * @param timemillis is a number of milliseconds passed since Jan 1. 1970

    */

   
Time
(
int
 
timemillis
)
 
{

   
}

 

   
/**

    * Get the current time.

    * @return A time object set to the current time.

    */

   
static
 
Time
 
now
()
 
{

   
}

};

```

## Licence
Doxygen spadá pod GNU General Public Licence.

### Ostatní dokumentační nástroje
- PHPDoc – domovská stránka – nativně pro PHP
- NDOC – domovská stránka – pro .NET
- Natural Docs – domovská stránka – multiplatformní (Open Source)
- Javadoc – domovská stránka – pro Javu